# 六韬
《六韬》是中国古代的一部著名兵书，又称《姜太公六韬》或《太公兵法》。旧题周朝的姜尚著，普遍认为是后人依托，作者已不可考，現一般认为此书成于战国时代。全書以問答形式呈現，以周武王設問、姜太公答之，來探討各種古代軍政議題。
司馬遷《史記·齊太公世家》稱：“後世之言兵及周之陰權。皆宗太公為本謀。”《史記·留侯世家》則記載張良在流亡時認識了隱士黃石公，受贈《太公兵法》，潛心苦讀十年而有成。宋神宗元豐年間，《六韜》被列為《武經七書》之一，為武學必讀之書。《六韜》在16世紀傳入日本，18世紀傳入歐洲，現今已翻譯成英語、法語等多種文字。
《六韜》一直被懷疑為偽書，特別是清代，更被確定為偽書。然而，1972年4月，在山東臨沂銀雀山西漢古墓中，發現了大批竹簡，其中就有《六韜》的五十多枚，證明《六韜》至少在西漢時已廣泛流傳。

## 內容
《六韜》通過周文王、武王與姜太公呂望對話的形式，論述治國、治軍和指導戰爭的理論、原則，今本共分六卷。
- 文韜：論治國用人的韜略
- 武韜：講用兵的韜略
- 龍韜：論軍事組織
- 虎韜：論戰爭環境以及武器與佈陣
- 豹韜：論戰術
- 犬韜：論軍隊的指揮訓練

## 评价
《六韬》是一部集先秦军事思想之大成的著作，对后代的军事思想有很大的影响，被誉为是兵家权谋類的始祖。司马迁《史记‧齐太公世家》称：“后世之言兵及周之阴权，皆宗太公为本谋。”宋神宗元丰年间，《六韬》被列为《武经七书》之一，为武学必读之书。
《六韬》據傳在7世纪传入日本，18世纪传入欧洲，现今已翻译成日、法、朝、越、英、俄等多种文字。此外，在日本由於源義經盜得《六韜》因而作戰得以出奇制勝的傳說，使得《六韜》中的《虎韜》（日本作：「虎之卷」），在日本成為「成功之路必讀之書」的同義詞。

## 現存版本
- 1972年山东临沂银雀山汉墓竹简残本。
- 1973年河北定县八角廊汉墓竹简残本。
- 敦煌遗书残本。
- 《群书治要》摘要本。
- 《四库全书》本。
- 《续古逸丛书》影宋《武经七书》本。
- 1935年中华学艺社影宋刻《武经七书》本。
- 丁氏八千卷楼藏刘寅《武经七书直解》影印本。